# Gilbert Chevalier
Gilbert Chevalier est un homme politique français né le 7 octobre 1735 à Montluçon (Allier) et mort le 1er août 1807 au même lieu.

## Biographie
Avocat à Montluçon, il est député de l'Allier à la Convention, et s'abstient lors du vote sur la condamnation de Louis XVI.

## Sources
- « Gilbert Chevalier », dans Adolphe Robert et Gaston Cougny, Dictionnaire des parlementaires français, Edgar Bourloton, 1889-1891 [détail de l’édition]